# 譚志成
譚志成，MBE（英語：Laurence Tam Chi-sing，1933年12月12日—2013年3月22日），香港水墨畫畫家，1976年起出任香港藝術館館長，後於1988年至1993年擔任該館首任總館長。
自少已對繪畫和藝術產生濃厚興趣的譚志成畢業於羅富國師範學院，1956年至1971年於九龍華仁書院任教美術、英文、數學和物理等科目，業餘又學習水墨畫，曾師從陳福善和呂壽琨等，1968年出任元道畫會首任會長，並在師父呂壽琨領導下推動「新水墨畫運動」，曾參與和舉辦不少畫展。在華仁書院任教期間，他還曾經獲英國文化協會獎學金到英國深造文憑課程，以及修讀倫敦大學校外課程和香港大學的碩士課程。
譚志成在1971年加入香港政府市政事務署（後改稱市政總署）擔任香港博物美術館副館長，香港藝術館在1975年從香港博物美術館分拆出來後，他在翌年升任館長，1988年出任該館首任總館長，至1993年退休。任內他除了負責在香港推廣藝術以外，又參與茶具文物館、香港藝術館新址以及香港視覺藝術中心的籌建工作。
譚志成多年來著有不少關於中國藝術的著作，至晚年仍不時發表藝評，2013年3月臨終以前，他更在月初堅持帶病出席遺作《舉隅：從文化角度認識香港藝術》一書的新書發佈會，期間三度獲在場出席人士起立鼓掌致敬。

## 生平

### 早年生涯
譚志成祖籍廣東開平，1933年12月12日生於中國廣州，童年在廣州接受小學教育，後經歷第二次世界大戰，戰後隨家人於1947年遷居香港，最初入讀嶺英中學，不久以後即轉讀以英文為教授語言的聖若瑟書院。譚志成在校內成績優異，原本有機會在聖若瑟書院中五畢業後升讀預課，但卻因父親病重而放棄，改為於1954年升讀羅富國師範學院（後來併入香港教育學院，即香港教育大學的前身），準備接受培訓成為教師。
譚志成自少已對美術產生濃厚的興趣，童年的時候特別喜愛隨手翻開一些雜誌，繪畫明星肖像。在羅富國師範學院內，除了修讀英文以外，他還特別修讀美術，並把大部份時間投放到陶瓷製作，以及學習美術科的基本意義和教學方法，掌握如何透過美術啟發學生的思考。

### 藝術生涯
1956年從羅富國師範學院畢業後，譚志成原本獲派往伊利沙伯中學任教，但不久以後獲九龍華仁書院聘任，除了教授美術外，還要兼教英文、數學、物理和自然各科。在華仁任教期間，他開始從事個人藝術創作，曾師從陳福善和呂壽琨等，而且還曾經考獲英國文化協會獎學金，由1960年到1961年前赴英國深造10個月，修讀一個教學文憑課程，學習以英語作為第二語言下的教學方法。旅英期間，他得以在空餘時間參觀大英博物館和國家美術館等的西方藝術品，另外又到歐洲大陸遊歷，以及在返港途中途經美國，所到之處，都會參觀當地的藝術館和博物館，從而對西方藝術有更進一步的親身了解。
此後，譚志成在公餘時間開展了半工讀的生活，報讀倫敦大學校外課程，修讀中文和數學，終於1965年獲倫敦大學頒授文學士學位。獲得學士學位後，他又獲香港大學中文系取錄，研究中國藝術史等範疇，復於1970年獲港大中國藝術史碩士學位畢業。譚志成在華仁書院擔任教師前後長達16年，在多年來的教學生涯中，譚志成為學校大小活動引入美術元素，使這些活動都成為美術活動的一部份；他還率先組織了華仁美術會，向校內學生推廣藝術。譚志成一直爭取把華仁的美術科由原來的中一科目擴展至中三，但校方只接納把美術科由中一擴展至中二，到他在華仁任教的最後一年，校方才特別在中六預科加插美術科，由他任教。
在華仁任教後期，譚志成嘗試新的水墨畫教學方法，並在1968年參與創辦元道畫會，擔任首任會長，在師父呂壽琨領導下推動「新水墨畫運動」，以及在香港大會堂等地展出作品。譚志成的水墨畫大多以大自然為題材，以細緻的筆觸和半抽象的手法展示出不平凡的景象；他又主張「先破後立」，並透過從大自然取得靈感，用當中的意象來表達自己的人生哲理和人生觀。他的作品曾入選1970年大阪世界博覽會香港藝術大展作品，並為外間收藏。
譚志成在1971年離開任教多年的華仁書院，改獲香港政府市政事務處（後改稱市政總署）聘任為香港博物美術館副館長，職級為助理館長，負責打理市政局旗下位於香港大會堂的香港博物美術館。1975年，香港博物美術館分立為香港歷史博物館和香港藝術館，其中香港藝術館繼續以大會堂為館址。同年，譚志成從加拿大多倫多大學獲得博物館學碩士學位，並於翌年7月接替溫訥（John Warner）為香港藝術館館長，後於1988年再獲擢升為香港藝術館首位總館長。在藝術館供職期間，他由原來的畫家身份搖身一變成為藝術推廣者，雖然沒有再以個人名義舉行畫展，但就代表博物館在館內館外舉辦不同的講座和活動，推動藝術發展，以及講授他對中國藝術方面的研究。多年來，他更為藝術館主持籌辦上百個中西藝術展覽。在1987年，他又當選為美國加州大學博物館管理學院院士。
另一方面，譚志成還於1984年參與籌備把中環域多利兵房內的舊三軍司令官邸改建成為茶具文物館，作為香港藝術館的分館，專門展出茶具藝術。出任總館長後，有鑑於原設於香港大會堂的館址不敷應用，他以總策劃人的身份參與研究籌建香港藝術館新址，後市政局通過香港藝術館選址於尖沙咀香港文化中心和香港太空館旁，組成展覽館建築群，並正式讓藝術館從大會堂獨立出來，擁有自己的館址。新藝術館大樓於1988年9月動工，至1991年11月15日落成啟用，整座新的香港藝術館總面積約17,500平方米，由香港總督夫人衛奕信爵士夫人主持揭幕典禮，場面盛大。
在任總館長後期，譚志成參與籌建香港視覺藝術中心，中心設於金鐘香港公園卡素樓，由前域多利兵房內的一座兵營改建而成，1992年4月28日由市政局主席梁定邦主持落成啟用典禮。視覺藝術中心除了專門推廣陶瓷、雕塑及版畫三類視覺藝術外，又設有藝術工作室、演講廳、展覽廳和多用途活動室等設施，為本地視覺藝術活動提供多一個場地選擇。譚志成在香港博物美術館和香港藝術館前後供職22年，於1993年正式退休，退休前在1993年的元旦授勳名單獲英廷頒授MBE勳銜，表揚他多年來在香港推動藝術方面的表現。退休以後，他又獲市政局（2000年起為康樂及文化事務署）禮聘為專家顧問，並嘗任香港浸會大學創意研究院榮譽教授和聯合國教科文組織文化委員會香港委員等。

### 晚年生涯
譚志成退休後與家人移民加拿大多倫多，但仍不時返回香港，並在香港和中國大陸各地舉辦過以新水墨畫運動等為題材的畫展。譚志成對中國藝術和中國繪畫有深入的研究，在藝術館任職期間除了主持講座，也曾兼教香港大學，題材除了傳統水墨畫外，更甚至涉獵中式陶藝、瓷器、以至是扇畫、竹刻等各方面。多年以來，譚志成著有不少關於中國藝術的著作，至晚年仍不時發表藝評，並受教育局邀請撰寫《舉隅：從文化角度認識香港藝術》一書，該書介紹了八位對香港藝術發展史起重要影響的藝術家，全書中英文版均由他一手包辦，共花了一年半的時間才告完成。該書在2013年3月初正式出版，但當時的譚志成已患末期腎癌，身體十分虛弱。雖然如此，他仍堅持帶病坐輪椅出席新書發佈會，期間三度獲在場出席人士起立鼓掌致敬。
出席新書發佈會後不久，譚志成於3月22日下午二時在九龍的伊利沙伯醫院病逝，終年79歲。他的遺體於同年4月1日在紅磡福澤殯儀館設靈，旋於翌日出殯。香港藝術館、他曾經任教的九龍華仁書院、以及不少曾經受他教導的華仁學生等均對其逝世表達哀悼。

## 個人生活
譚志成1963年8月3日娶徐綺薇（Margaret Yee- May Tsui）為妻，兩人育有兩名兒子。

## 榮譽
- 英帝國員佐勳章（M.B.E.） （1993年元旦授勳名單[20]）

## 部份著作
- 與葉義合著，《中國竹刻藝術》。香港：市政局，1978年至1982年。
  - （英文版：Co-authored with Ip, Yee, Chinese bamboo carving. Hong Kong: Urban Council, 1979-1982.）
- 《清初六家與吳歷》。香港：市政局，1986年。
  - （英文版：Six masters of early Qing and Wu Li. Hong Kong: Urban Council, 1986.）
- 《新水墨畫運動的搖籃》。香港：九龍華仁書院，2006年。
- 《舉隅：從文化角度認識香港藝術》。香港：香港特別行政區政府教育局，2013年。
  - （英文版：Examples of understanding Hong Kong art through culture. Hong Kong: HKSAR Education Bureau, 2013.）

## 注腳
1. 1 2 3  韓舒柳（1995年）
2. 1 2 3 4 5 6  "Laurence C S TAM 譚志成 教授 MBE" (retrieved on 31 March 2013)
3. 1 2 3 4 5 6 7  〈譚志成簡歷〉（2013年3月18日）
4. 1 2  梁操雅、陳嘉欣、呂詵敏（2009年），頁1。
5. 1 2  梁操雅、陳嘉欣、呂詵敏（2009年），頁2。
6. 1 2 3 4 5  黃康財（1989年），頁152。
7. 1 2 3  梁操雅、陳嘉欣、呂詵敏（2009年），頁3至5。
8. 1 2 3  Kay (1983), p.722
9. ↑  . 華僑日報. 1970-11-27: 18  [2023-06-25]. （原始内容存档于2023-08-22）.
10. 1 2  梁操雅、陳嘉欣、呂詵敏（2009年），頁10。
11. 1 2 3 4  梁操雅、陳嘉欣、呂詵敏（2009年），頁6至8。
12. ↑  〈在雪廠街美圖書館：畫家譚志成個展將於廿八日閉幕〉（1971年12月26日）
13. 1 2  〈譚志成的山水畫利用自然的意象表達內心的思想〉（1970年9月28日）
14. 1 2  梁操雅、陳嘉欣、呂詵敏（2009年），頁9。
15. ↑  〈香港藝術館館長將由譚志成署理〉（1976年5月5日）
16. 1 2  〈譚志成副館長講現代美術與教育〉（1973年5月13日）
17. ↑  〈藝術館館長譚志成表示，博物館不但藏古物，主要目的教育群眾〉（1976年12月23日）
18. 1 2  〈現有藝術館難滿足群眾需求，譚志成稱將在太空館毗鄰建新館〉（1982年3月24日）
19. 1 2  〈簡介：香港視覺藝術中心〉（造訪於2013年3月31日）
20. 1 2  Griffin, Kathy, "Purves Knighted", South China Morning Post, 31 December 1992.
21. ↑  〈專家顧問〉（造訪於2013年3月31日）
22. ↑  梁操雅、陳嘉欣、呂詵敏（2009年），頁13。
23. 1 2 3 4  〈Executive日記——水墨畫名師離世，馮永基難過〉（2013年3月23日）
24. ↑  〈藝術館長譚志成介紹扇面與上海派畫家〉（1977年3月1日）
25. ↑  〈明清兩朝在單色釉方面的成就〉（1977年4月26日）
26. 1 2 3  〈譚志成心繫藝術教育發展〉（2013年3月18日）

### 中文資料
- 〈譚志成的山水畫利用自然的意象表達內心的思想〉，《華僑日報》第六張第四頁，1970年9月28日。
- 〈在雪廠街美圖書館：畫家譚志成個展將于廿八日閉幕〉，《華僑日報》第三張第二頁，1971年12月26日。
- 〈譚志成副館長講現代美術與教育〉，《華僑日報》第三張第三頁，1973年5月13日。
- 〈香港藝術館館長將由譚志成署理〉，《大公報》第四版，1976年5月5日。
- 〈藝術館館長譚志成表示，博物館不但藏古物，主要目的教育群眾〉，《工商日報》第六頁，1976年12月23日。
- 〈藝術館長譚志成介紹扇面與上海派畫家〉，《華僑日報》第五張第二頁，1977年3月1日。
- 〈明清兩朝在單色釉方面的成就〉，《華僑日報》第七張第三頁，1977年4月26日。
- 〈現有藝術館難滿足群眾需求，譚志成稱將在太空館毗鄰建新館〉，《大公報》第六版，1982年3月24日。
- 黃康財編，《港澳名人精英錄》。香港：精英出版社，1989年。
- 韓舒柳編，《世界現代美術家辭典》。中國：陝西人民出版社，1995年。
- 梁操雅、陳嘉欣、呂詵敏訪問，《譚志成訪問》。香港：香港教育學院，2009年11月12日訪問。
- 〈譚志成心繫藝術教育發展（页面存档备份，存于）〉，《大公報》，2013年3月18日。
- 〈譚志成簡歷（页面存档备份，存于）〉，《大公報》，2013年3月18日。
- 〈Executive日記——水墨畫名師離世，馮永基難過〉，《頭條日報》，2013年3月23日。
- 〈簡介：香港視覺藝術中心〉，香港：康樂文化事務署藝術推廣辦事處，造訪於2013年3月31日。
- 〈專家顧問（页面存档备份，存于）〉，香港：康樂文化事務署藝術推廣辦事處，造訪於2013年3月31日。

### 英文資料
- Kay, Ernest, Men of Achievement Vol. 9. Melrose Press, 1983.
- "Laurence C S TAM 譚志成 教授 MBE （页面存档备份，存于）", ForeverMissed, retrieved on 31 March 2013.

## 外部連結
- 譚志成中學教師的新水墨畫實驗，香港文匯報，2010年12月15日
- 四十年前創新水墨畫教學法成推廣通識教育先驅 （页面存档备份，存于），香港教育學院，2010年11月29日
- 深切悼念譚志成校友（羅師1956）（页面存档备份，存于），香港教育學院校友電子報113期，2013年4月

| 政府职务              | 政府职务                         | 政府职务                |
| --------------------- | -------------------------------- | ----------------------- |
| 前任： 溫訥           | 香港藝術館館長 1976 - 1988年     | 繼任： 香港藝術館總館長 |
| 前任： 香港藝術館館長 | 香港藝術館總館長 1988年 - 1993年 | 繼任： 曾柱超           |